# Grant Weber
Grant Weber ist ein US-amerikanischer Biathlet.
Grant Weber ist Nationalgardist in Minnesota und startet vor allem in Rennen der Nationalgarde. 2008 gewann er bei den Meisterschaften der Zentral-USA der Nationalgarde hinter Jacob Beste den Vizemeistertitel im Sprint und der Verfolgung sowie den Titel mit Beste und Frank Gangi den Titel im Teamrennen. Bei den Landesmeisterschaften der Nationalgarde wurde er Vierter der Gesamtwertung, gewann mit Paul Petersen, Jill Beste und Gaugi den Titel im Militärpatrouillenrennen und wurde Vizemeister mit Petersen und Weber im Staffelrennen. Auf kontinentaler Ebene belegte er in der Saison 2007/08 in der Gesamtwertung des Biathlon-NorAm-Cup den 25. Platz. Bei den Nordamerikameisterschaften 2008 in Itasca kam Weber auf die Plätze elf in der Verfolgung und zehn im Massenstartrennen.

## Belege
1. ↑  CNGB 2008 BIATHLON – CENTRAL REGION (Memento des Originals vom 5. Mai 2014 im Internet Archive)  Info: Der Archivlink wurde automatisch eingesetzt und noch nicht geprüft. Bitte prüfe Original- und Archivlink gemäß Anleitung und entferne dann diesen Hinweis. (PDF; 57 kB)

| Personendaten    | Personendaten              |
| ---------------- | -------------------------- |
| NAME             | Weber, Grant               |
| KURZBESCHREIBUNG | US-amerikanischer Biathlet |
| GEBURTSDATUM     | 20. Jahrhundert            |